# Streimanniella
Streimanniella is een geslacht van korstmossen behorend tot de familie Teloschistaceae. De typesoort is Streimanniella michelagoensis.

## Soorten
Volgens Index Fungorum telt het geslacht vier soorten (peildatum maart 2022):
| Soortnaam                     | Auteur(s)                                                                                           | Publicatiejaar |
| ----------------------------- | --------------------------------------------------------------------------------------------------- | -------------- |
| Streimanniella burneyensis    | (S.Y. Kondr. & Kärnefelt) S.Y. Kondr., Kärnefelt, A. Thell, Elix, Jung Kim, A.S. Kondr. & Hur       | 2015           |
| Streimanniella kalbiorum      | (S.Y. Kondr. & Kärnefelt) S.Y. Kondr., Kärnefelt, A. Thell, Elix, Jung Kim, A.S. Kondr. & Hur       | 2015           |
| Streimanniella michelagoensis | (Elix, S.Y. Kondr. & Kärnefelt) S.Y. Kondr., Kärnefelt, A. Thell, Elix, Jung Kim, A.S. Kondr. & Hur | 2015           |
| Streimanniella seppeltii      | (S.Y. Kondr. & Kärnefelt) S.Y. Kondr., Kärnefelt, A. Thell, Elix, Jung Kim, A.S. Kondr. & Hur       | 2015           |